# Chang Yani
Pour les articles homonymes, voir Chang.
Chang Yani (chinois : 昌雅妮 ; pinyin : Chāng Yǎnī), née le 7 décembre 2001, est une plongeuse chinoise. Elle est quintuple championne du monde en synchronisé et une fois championne olympique.

## Carrière
Lors des Championnats du monde 2017, en binôme avec Shi Tingmao, elle remporte la médaille d'or du plongeon synchronisé à 3 m. Après la médaille d'argent en plongeon à 3 m aux Championnats du monde 2019, Chang remporte la médaille d'or lors des Mondiaux 2024.
Pour sa première participation aux Jeux, elle remporte la médaille d'or du plongeon synchronisé à 3 m avec Chen Yiwen avec 337.68 points.